# Brachymenium morasicum
Brachymenium morasicum là một loài Rêu trong họ Bryaceae. Loài này được Besch. mô tả khoa học đầu tiên năm 1894.